# Квіткокол масковий
Квіткокол масковий (Diglossa cyanea) — вид горобцеподібних птахів родини саякових (Thraupidae). Мешкає в Андах.

## Опис

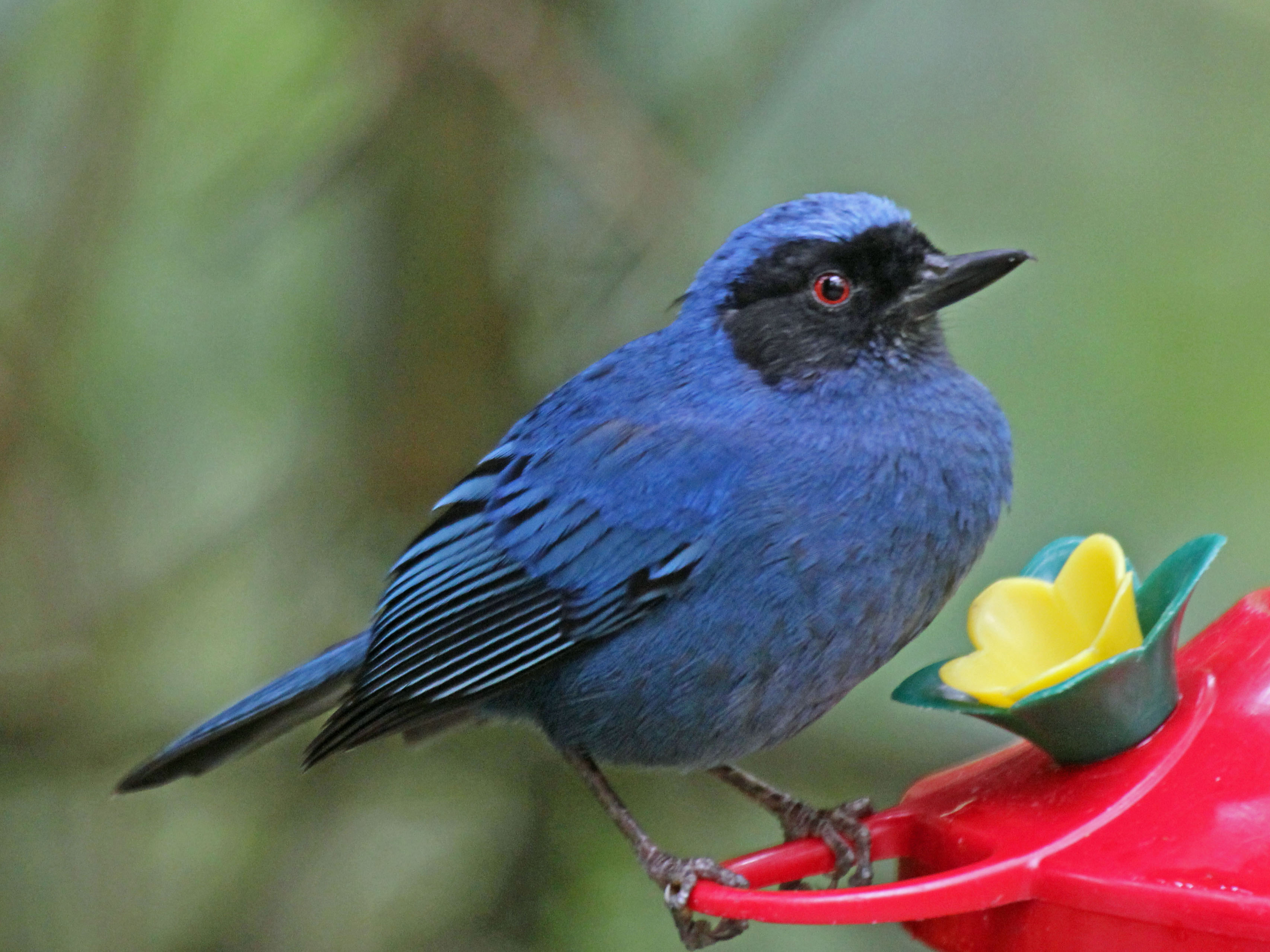
Масковий квіткокол

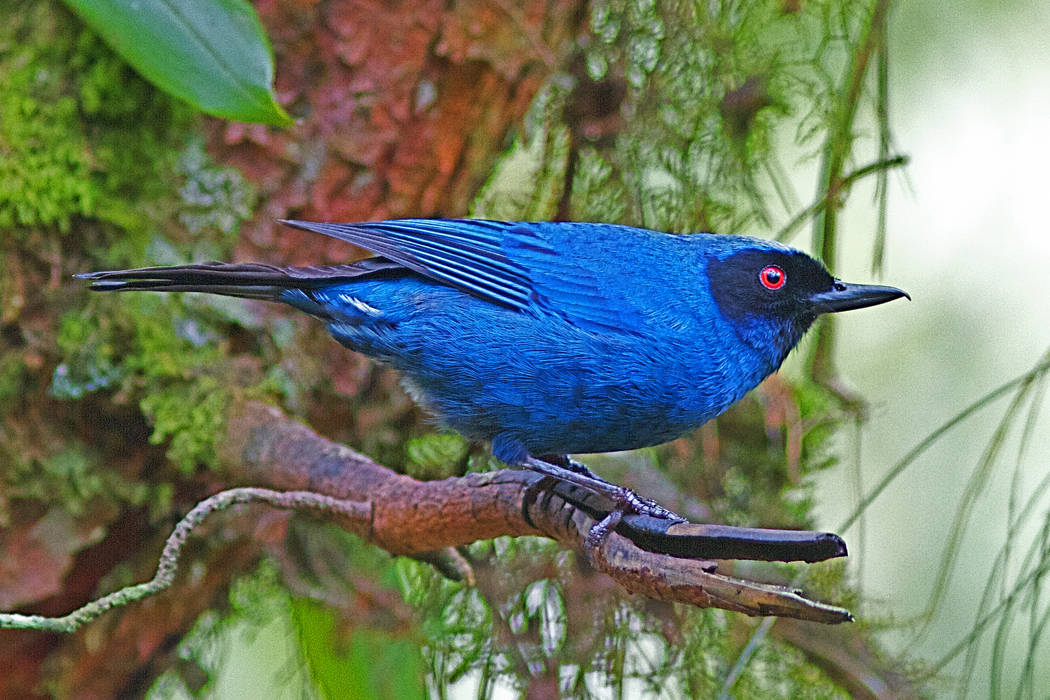
Масковий квіткокол

Довжина птаха становить 13,5-15 см. Забарвлення переважно темно-синє, на голові темна "маска". Самиці є дещо тьмянішими за самців. Райдужки яскраво-червоні, у молодих птахів червонувато-карі. Дзьоб великий, чорний, вигнутий догори, на кінці гачкуватий.

## Підвиди
Виділяють п'ять підвидів:
- D. c. cyanea (Lafresnaye, 1840) — Анди на заході Венесуели (Кордильєра-де-Мерида), в Колумбії і Еквадорі;
- D. c. dispar Zimmer, JT, 1942 — Анди на південному заході Еквадору і на північному заході Перу;
- D. c. melanopis Tschudi, 1844 — Анди в Перу і Болівії;
- D. c. obscura Phelps & Phelps Jr, 1952 — гори Сьєрра-де-Періха (північно-західна Венесуела);
- D. c. tovarensis Zimmer, JT & Phelps, 1952 — Прибережний хребет на півночі Венесуели.

## Поширення й екологія
Маскові квіткоколи мешкають у Венесуелі, Колумбії, Еквадорі, Перу і Болівії. Вони живуть у вологих гірських і хмарних тропічних лісах, на узліссях та у високогірних чагарникових заростях. Зустрічаються поодинці або парами або невеликими сімейними зграйками, переважно на висоті від 2000 до 3500 м над рівнем моря. Іноді приєднуються до змішаних зграй птахів. Живляться дрібними плодами, зокрема Miconia, Rubus і Myrcianthes leucoxyla, а також нектаром різноманітних рослин, зокрема Macleania rupestris, Cavendishia bracteata, Bejaria resinosa, Vaccinium floribundum, Eucalyptus globulus, Clusia multiflora, Vallea stipularis, Axinaea macrophylla і Brachyotum strigosum. Гніздо чашоподібне, робиться з трави і моху, встелюється пір'я, розміщується в чагарниках. Яйця блідо-блакитнувато-зелені, поцятковані червонувато-коричневими плямками.